# 카메라 만년필론
카메라 만년필설(camera stylo)는 1948년 알렉산드르 아스트뤽(Alexandre Astruc)의 레끄랑 프랑세즈지에 쓴 글에서 비롯된 용어다.

## 풀이
카메라를 펜이라고 가정하고 마치 소설가가 펜으로 글을 쓰듯이 영화 감독은 카메라를 펜처럼 자유롭게 사용하여 영화를 만들어야 한다는 주장이며, 감독이 제작자나 스튜디오의 지시에만 따르는 것이 아니라 자신이 각본을 직접 쓰면서 일종의 '작가'가 되어야 함을 강조하였다.